# Theodor Zeilau
Carl Frederik Theodor Zeilau (9. november 1829 i København – 20. februar 1901 sammesteds) var en dansk officer og politiker.
Theodor Zeilau var søn af sadelmagermester J.C. Zeilau, gik i Petri tyske Kirkeskole og gjorde tjeneste i Hof- og Stadsrettens kontor, mens han forberedte sig til studentereksamen. 1848 var han frivillig i Treårskrigen, var med i slaget ved Slesvig by og blev i oktober løjtnant og Dannebrogsmand. Han deltog 1849-50 i forskellige slag og blev 1849 ansat i linjen. 1857 udgav han bogen De dansk-tydske Differentser fra 1850-52. Aktstykker og Bemærkninger.
Zeilau blev 1856 premierløjtnant, var 1856-60 ansat ved tropperne i Dansk Vestindien og deltog i ekspeditionen til Grønland, Færøerne og Island 1860-61, hvor der blev nedlagt et transatlantisk telegrafkabel fra skibet Fox. Fox havde i årende umiddelbart inden, 1857-59, været fartøj for McClintock-ekspeditionen, der ledte efter den forsvundne Franklin-ekspedition, og blev senere overtaget af Den Kongelige Grønlandske Handel og Kryolith Mine og Handels-Selskabet. Zeilau udgav 1861 en beretning om ekspeditionen. 1863-67 var han havneingeniør på St. Thomas, blev kaptajn 1867, Ridder af Dannebrog 1876 og modtog samme år den svenske guldmedalje "Pro litteris et artibus" og blev oberstløjtnant og chef for 25. bataljon 1880. 1890 tog han afsked, men udnævntes kort efter til oberstløjtnant i Fodfolkets forstærkning og chef for Københavns væbnings 1. bataljon, hvorfra han 1894 blev afskediget som oberst.
Zeilau var på et tidspunkt udstationeret på Fyn, hvor han boede i Vindinge. Han stillede op i Faaborgkredsen som kandidat til Folketinget ved valget 22. september 1869 som udfordrer til Michael Pedersen. Pedersen blev slået og Zeilau vandt, men valgdeltagelsen havde været yderst ringe – kun 27,7 pct. – hvorfor man ikke regnede med, at Zeilau havde chancer for vedblivende at holde kredsen overfor Michael Pedersen, når denne igen fik vælgerne samlet. Det holdt stik: Allerede ved næste valg 20. september 1872 mødte 48,3 pct af vælgerne på grund af nye politiske begivenheder, og Zeilau måtte se sig slået af veteranen Pedersen, der generobrede mandatet. Senere blev Zeilau udstationeret i Nyborg.
Hans to sønner Knud Cizeck Zeilau (1884-1961) og Theodor Cizeck Zeilau (1886-1970) blev begge officerer og var bl.a. udstationeret i Frederiksted i Dansk Vestindien. Sidstnævnte deltog i de olympiske lege i Stockholm 1912.